# Петрів Володимир Юліанович
Володи́мир Юліа́нович Пе́трів (нар. 21 січня 1962, с. Старий Мартинів, Івано-Франківська область) — український театральний діяч, директор і художній керівник Рівненського обласного академічного українського музично-драматичного театру, лауреат Національної премії України імені Тараса Шевченка (2008).

## Життєпис
Народився у 1962 році на Івано-Франківщині в селі Старий Мартинів.
Освіта вища: закінчив Київський державний інститут театрального мистецтва ім. І. Карпенка-Карого та Українську академію державного управління при Президентові України.
У Рівненському обласному українському музично-драматичному театрі з 1985 року, спершу як драматичний актор, а з 1997 року — директор, художній керівник театру.
Володимир Петрів знімався у фільмах київської кіностудії ім. О. Довженка: «Ще до війни», «Вир», «Купальські бувалиці», «Україна в вогні» та інших.
Значимою у житті артиста стала роль Богдана Хмельницького у виставі «Берестечко» за історичним романом Ліни Костенко. За її створення у березні 2008 року разом з режисером-поставником Олександром Дзекуном він отримав Національну премію України Імені Тараса Шевченка.
Як режисер Володимир Петрів здійснив постановку ряду вистав Рівненського обласного академічного українського музично-драматичного театру. Серед них «Суперники» М. Манохіна, «Марія Тюдор» В. Гюго, «Одкровення від Івана» А. Крима, «Останній строк» В. Распутіна, «Ненормальна» Н. Птушкіної, «Каліка з острова Інішмаан» Мартіна Мак-Дони та інші. Більшість з них відзначені нагородами журі українських та міжнародних театральних фестивалів.
Творчу роботу Володимир Петрів поєднує з педагогічною. Є професором Словацької академії мистецтв (м. Банська Бистриця, Словаччина), працює з курсом студентів Рівненського державного гуманітарного університету.

## Творчість

### Роботи в театрі
Актор
Режисер
Рівненський обласний академічний український музично-драматичний театр
- 2011, листопад — «Каліка з острова Інішмаан» Мартіна Мак-Дони[2]
- 2021, 17 квітня — «Гамлет» за п'єсою Вільяма Шекспіра

### Роботи в кіно
Актор

## Джерело
- Профайл В. Ю. Петріва на Офіційна вебсторінка Рівненського обласного академічного українського музично-драматичного театру